# Cantó de Nantes-4
El cantó de Nantes-4 (bretó Kanton Naoned-4) és una divisió administrativa francesa situat al departament de Loira Atlàntic a la regió de Loira Atlàntic, però que històricament ha format part de Bretanya.

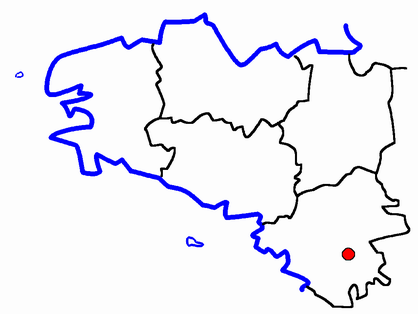
Situació del cantó

## Composició
El cantó aplega el quartier de Hauts-Pavés-Saint-Félix de la comuna de Nantes.

## Història
| Data d'elecció                           | Identitat     | Partit  | Qualitat |
| ---------------------------------------- | ------------- | ------- | -------- |
| 1976-                                    | Loïc Le Masne | UDF-UMP |          |
| les dades anteriors no són pas conegudes |               |         |          |
|                                          |               |         |          |